# Telophorus viridis
El bubú verde (Telophorus viridis) es una especie de ave paseriforme de la familia Malaconotidae. Existen algunas controversias en cuanto a su taxonomía con respecto a Telophorus quadricolor.

## Distribución y hábitat
Se lo encuentra en Angola, República del Congo, República Democrática del Congo, Gabón, y Zambia.  Sus hábitats naturales son los bosques boreales, bosque secos subtropicales o tropicales, bosques bajos húmedos subtropicales o tropicales, y zonas de arbustos húmedas subtropicales o tropicales.